# جون ستوكويل
جون ستوكويل (بالإنجليزية: John Stockwell)‏ هو عارض وكاتب سيناريو ومخرج وممثل أمريكي، ولد في 25 مارس 1961 في الولايات المتحدة.

## أعمال

### أفلام
- (1986) توب غان[4][5]
- (2005) داخل البحر[6]
- (2016) عد تنازلي
- (2017) الرد المسلح

### مسلسلات
- الشمال والجنوب

## وصلات خارجية
- جون ستوكويل على موقع IMDb (الإنجليزية)
- جون ستوكويل على موقع روتن توميتوز (الإنجليزية)
- جون ستوكويل على موقع ألو سيني (الفرنسية)
- جون ستوكويل على موقع أول موفي (الإنجليزية)
- جون ستوكويل على موقع بوكس أوفيس موجو (الإنجليزية)
- جون ستوكويل على موقع قاعدة بيانات الأفلام السويدية (السويدية)
- جون ستوكويل على موقع إن إن دي بي (الإنجليزية)
- جون ستوكويل على موقع قاعدة بيانات الفيلم (الإنجليزية)
- جون ستوكويل على موقع كينوبويسك (الروسية)